# آل عناق (ردمان)

تعديل مصدري - تعديل

ال عناق هي إحدى قرى عزلة الاغوال العلياء بمديرية ردمان التابعة لمحافظة البيضاء، بلغ تعداد سكانها 155 نسمة حسب تعداد اليمن لعام 2004.